# Princess Rose
「Princess Rose」（プリンセス・ローズ）は、田村ゆかりの楽曲。彼女の11枚目のシングルとして2006年12月20日にKONAMIから発売された。

## 概要
2007年5月にリリースした次作『星空のSpica』より、キングレコードVC制作部に移籍したため、コナミレーベルからリリースした最後のシングル。表題曲「Princess Rose」はPVが制作されているものの、CDには付属されていない。初回盤はデジパック仕様である。後のベストアルバム『Sincerely Dears...』でも収録されたが、オリジナルアルバムには収録されていない。ちなみにオリコンシングル週間チャートでは当時自己最高位となる6位を記録した。

## 収録曲
1. Princess Rose [3:58]
作詞：三井ゆきこ、作曲・編曲：橋本由香利
  - テレビアニメ『おとぎ銃士 赤ずきん』オープニングテーマ
  - 文化放送系ラジオ『田村ゆかりのいたずら黒うさぎ』オープニングテーマ（2006年11月 - 2007年4月）
  - db-FM『田村ゆかりの黒うさぎの小部屋』オープニングテーマ（#183 - #205）
2. 恋のチカラ [4:41]
作詞・作曲：大津美紀、編曲：河野伸
3. プレゼント [4:32]
作詞：ふじのマナミ、作曲・編曲：太田雅友
  - 文化放送系ラジオ『田村ゆかりのいたずら黒うさぎ』エンディングテーマ（2006年11月 - 2007年4月）
  - db-FM『田村ゆかりの黒うさぎの小部屋』エンディングテーマ（#183 - #205）

## 収録アルバム
| 曲名          | 収録アルバム           | 発売日        | 備考           |
| ------------- | ---------------------- | ------------- | -------------- |
| Princess Rose | 『Sincerely Dears...』 | 2007年3月28日 | ベストアルバム |